# 烏克蘭希臘禮天主教盧茨克督教區
烏克蘭希臘禮天主教盧茨克督教區（拉丁語：Exarchatus Luceoriensis Ucrainorum）是烏克蘭一個東儀天主教督教區（烏克蘭希臘禮），屬基輔-加里奇大總教區。是世界唯三天主教大總主教督教區之一。
教區成立於2008年1月15日，範圍包括沃倫州和羅夫諾州。2010年有教友2,760人、廿一個堂區、廿一名司鐸。現任督主教為若撒法·霍費拉。